# Steve Harvey Show
Steve Harvey Show (The Steve Harvey Show) est une série télévisée américaine créée par Winifred Hervey, réalisée par Stan Lathan et diffusée entre le 25 août 1996 et le 24 février 2002 sur le réseau The WB. En France, la série est diffusée à partir du 4 mars 2002 sur RTL9.

## Synopsis
Steve Hightower, interprété par Steve Harvey est un chanteur has-been des années 1970 de rhythm and blues devenu professeur et principal adjoint au lycée Booker T. Washington à Chicago. Des réductions budgétaires obligent Steve à enseigner également la comédie. Cedric Robinson (Cedric the Entertainer) est un entraîneur au lycée et le meilleur ami de Steve de longue date. Le principal de Booker T. Washington est l'ancien camarade de Steve, Regina Greer (Wendy Raquel Robinson), que Steve surnomme affectueusement "Piggy", dû au fait qu'elle était obèse lorsqu'elle était adolescente. 

## Distribution
- Steve Harvey (VF : José Luccioni) : Steve Hightower
- Cedric the Entertainer (VF : Marc Bretonnière) : Cedric Jackie Robinson
- Merlin Santana (VF : Vincent Barazzoni) : Romeo Santana
- William Lee Scott (VF : Lionel Melet) : Stanley « Bullethead » Kuznocki
- Wendy Raquel Robinson (VF : Brigitte Virtudes) : Regina Grier-Maddox
- Terri J. Vaughn (VF : Élisabeth Fargeot) : Lovita Alize Jenkins-Robinson (1997-2002)
- Tracy Vilar (VF : Julie Turin) : Sophia Ortiz (1996-97)
- Netfa Perry (VF : Victoire Theismann) : Sara (1996-97)
- Ariyan A. Johnson (VF : Valérie de Vulpian) : Aisha (1997-98)
- Lori Beth Denberg (VF : Laura Préjean) : Lydia Liza Guttman (1998-2002)